# معارف السنن شرح جامع الترمذي
معارف السنن شرح جامع الترمذي هو أحد كتب علم الحديث. ألفه الشيخ محمد يوسف البنوري (1326 هـ، 1908-1397، 1977)، يعتبر الكتاب شرح حافل أودع فيه المصنف الكثير من العلوم والفوائد في شتى العلوم من علوم الحديث، ومباحث الجرح والتعديل، والأصول والفقه واللغة ومذاهب العلماء، بدأ بدأ محمد يوسف البنوري شرح كتابه بمقدمة اشتملت على بعض المباحث الحديثية مثل: العرض على المحدث، وابتداء كتابة الحديث النبوي، وشيء من ترجمة الإمام الترمذي، ومنزلة سنن الترمذي بين كتب الحديث، ثم بين أنواع مصنفات الحديث، ثم شروط أرباب الصحاح، ثم مذاهب أرباب الصحاح، ثم شرع في شرح الجامع للإمام الترمذي.
قال الشيخ محمد يوسف البنوري في مقدمة كتابه:
| معارف السنن شرح جامع الترمذي | أما بعد: فهذا شرح جامع لجامع الإمام أبي عيسى المعروف بسنن الترمذي، مقتبس من أبحاث جهابذة الحديث، وأئمة الفقه، وأعلام العلوم، وأعيان الأمة، وفي طليعتهم شيخنا المحدث الكبير الحجة الثقة الحبر البحر إمام العصر محمد أنور شاه الكشميري ، كما وصفته في جزء مطبوع من شرح أبواب الوتر، أسميته معارف السنن، تجد فيه شفاء كل علة من شتى النواحي، غير تخريج ما في الباب إلا نادرا ؛ حيث أفردته بالتأليف، وسمّيته لب اللباب في تخريج ما يقول الترمذي وفي الباب، وغير استيفاء البيان في رجال الأسانيد، اكتفاء بما في كتب الرجال التي ليست بعيدة عن متناول أهل العلم، إلا إذا دعت إليه داعية | معارف السنن شرح جامع الترمذي |